# 沙巴州州徽
如今沙巴州州徽的设计主要以英国北婆羅洲直轄殖民地的纹章和1963年8月31日首次授予的州徽章为基础。

## 沙巴州州徽现况
目前的沙巴州徽于1988年9月16日正式启用。举着沙巴州州旗的两只手臂代表不同种族的人民之间的团结与和谐，以共同迈向进步与成功。州格言“Sabah Maju Jaya”的意思是“沙巴进步繁荣”。 
京那巴鲁山的轮廓代表沙巴州。 
- 锆石蓝代表和平与平静。
- 冰柱蓝代表团结和繁荣。
- 皇家蓝代表力量与和谐。
- 白色代表纯洁和正义。
- 辣椒红代表勇气和决心。

## 历代州徽
|  | 描述英国北婆羅洲直轄殖民地的纹章设计是根据北婆罗洲渣打公司（NBCC）的纹章修改而来的，后者统治着北婆罗洲从1882年到1946年，作为第一个和现在的沙巴州徽章的基础。 盾牌上有一艘船在山前航行的图像，类似于1946年7月15日并入北婆罗洲的纳闽直辖殖民地的前徽章。 使用年份1948-1963 飾章在蔚蓝和铬黄的花环上，两只手臂相互交叉，右手是北婆罗洲本地人的手臂，左手是天蓝色的戴着手铐的银色手臂，手上握着一根手杖，一面旗帜飘向险恶的铬黄色，上面载着一只狮子守卫红色。 盾紋蔚蓝的京那巴鲁山代表着大海的波浪，一艘帆船全速驶向险恶的后桅，字母“T”全黑，船长或狮子守卫红色。 銘言'Pergo Et Perago' (拉丁语，译为“我坚持，我成就”） |

|  | 描述类似于北婆羅洲直轄殖民地的纹章，但第一面沙巴州旗取代了殖民地旗帜，地方纹章取代了欧洲人的纹章，州格言“Sabah Maju Jaya”取代了殖民地格言。 使用年份1963–1982 飾章在一个天蓝色和铬黄的花环上，两只手臂相交，双手握着一根手杖，上面高举着沙巴州旗，飘向阴森森的正下方。 盾紋京那巴鲁山代表前的海浪上的天蓝色，一艘全速航行的帆船在后桅上的险恶字母“T”紫貂一切正常，首席雪佛龙红色，银色，绿色或和蓝色 . 銘言'Sabah Maju Jaya' （马来语，译为“沙巴进步繁荣”） |

|  | 描述在1982年至1988年期间，沙巴州的纹章是翠鸟科。 沙巴州政府选择采用类似砂拉越犀鸟的州徽，以纪念婆罗洲两个州在前文时代作为文莱附庸国的共同历史。 英国时代。 沙巴之所以收养翠鸟，是因为其土着的巴瑶族海上吉普赛人与文莱的文莱人一起在国家行政中具有政治影响力，在很大程度上认同这种鸟。 这两位原住民传统上都是渔民，在 婆罗洲 原住民中，鸟类被认为是众神的使者。 渔民的吉祥鸟是翠鸟。 大多数土著部落，居住在内陆的卡達山人或杜順人，在较小程度上认同翠鸟，因为这种鸟常见于他们的主要职业群体，即稻农。 使用年份1982–1988 盾紋层层叠叠的披肩、红色、银色和天蓝色。 扶盾者一只翠鸟被展示出来，手里拿着一卷州格言。 銘言'Sabah Maju Jaya' （马来语，译为“沙巴进步繁荣”） 其他部分两株镜像水稻（每株 15 粒），两只翠鸟的翅膀（每株 15 根羽毛），翠鸟的尾巴（每根 5 根羽毛）。 |

## 市政厅/市政局和市议会图章

亚庇市政局的图章
斗湖市议会的图章
山打根市议会的图章